# Birkenfelde (Pillkallen, Schirwindt)
Birkenfelde, zeitweise Birkenfelde (Kirchspiel Schirwindt), litauisch Kenaužiai, ist ein verlassener Ort im Rajon Krasnosnamensk der russischen Oblast Kaliningrad.
Die Ortsstelle befindet sich vier Kilometer nördlich von Kutusowo (Schirwindt).

## Geschichte

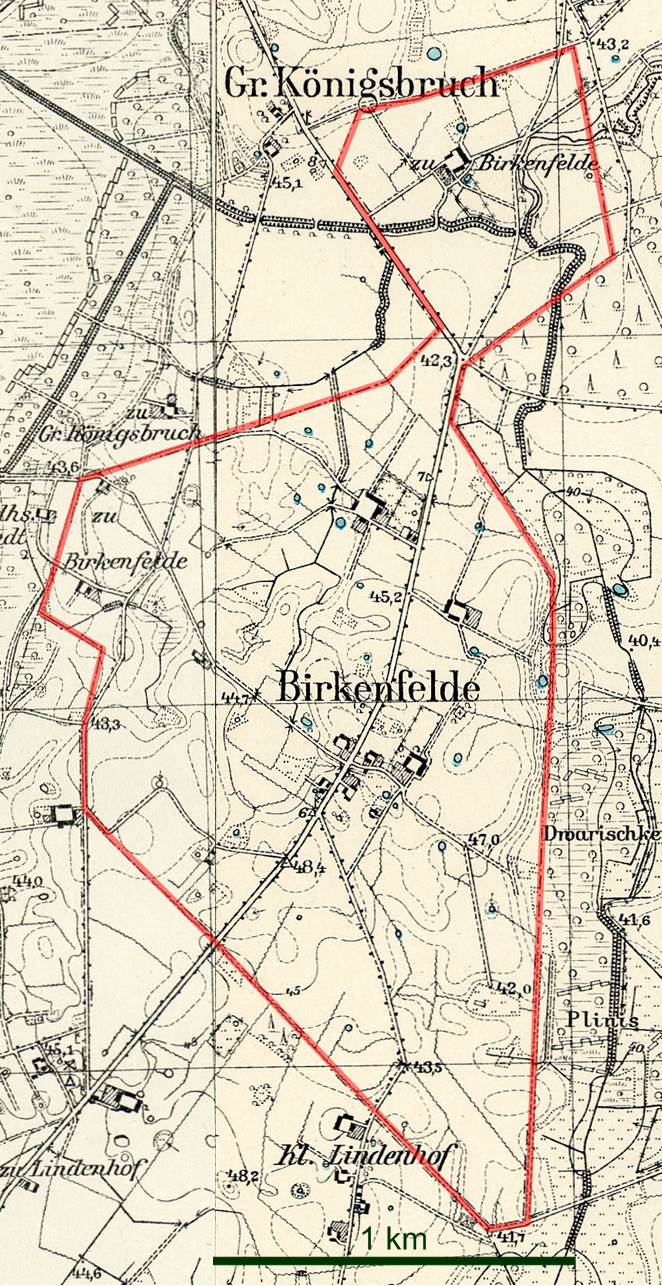
Die Gemeinde Birkenfelde auf zwei Messtischblättern von 1934 und 1936

Birkenfelde, auch Kienauszen genannt, war um 1780 ein Schatull-kölmisches Dorf. 1874 wurde die Landgemeinde Birkenfelde in den neu gebildeten Amtsbezirk Schirwindt im Kreis Pillkallen eingegliedert. Zur Unterscheidung zum ebenfalls im Kreis Pillkallen gelegenen gleichnamigen Birkenfelde, das zum Kirchspiel Mallwischken gehörte, wurde bis zu dessen Verlust der Selbstständigkeit im Jahr 1928 diesem Ort der Zusatz Kirchspiel Schirwindt beigegeben. 1945 kam der Ort in Folge des Zweiten Weltkrieges mit dem nördlichen Ostpreußen zur Sowjetunion. Einen russischen Namen erhielt er nicht mehr.

### Einwohnerentwicklung
| Jahr | Einwohner |
| ---- | --------- |
| 1867 | 120       |
| 1871 | 126       |
| 1885 | 143       |
| 1905 | 90        |
| 1910 | 85        |
| 1933 | 91        |
| 1939 | 80        |

## Kirche
Birkenfelde gehörte zum evangelischen Kirchspiel Schirwindt.